# Вільяверде-і-Пасаконсоль
Вільяверде-і-Пасаконсоль (ісп. Villaverde y Pasaconsol) — муніципалітет в Іспанії, у складі автономної спільноти Кастилія-Ла-Манча, у провінції Куенка. Населення — 371 особа (2010).
Муніципалітет розташований на відстані близько 140 км на південний схід від Мадрида, 35 км на південь від Куенки.

## Демографія
Динаміка населення (INE ):